# Nýrsko
Nýrsko là một thị trấn thuộc huyện Klatovy, vùng Plzeňský, Cộng hòa Séc.

## Tập ảnh

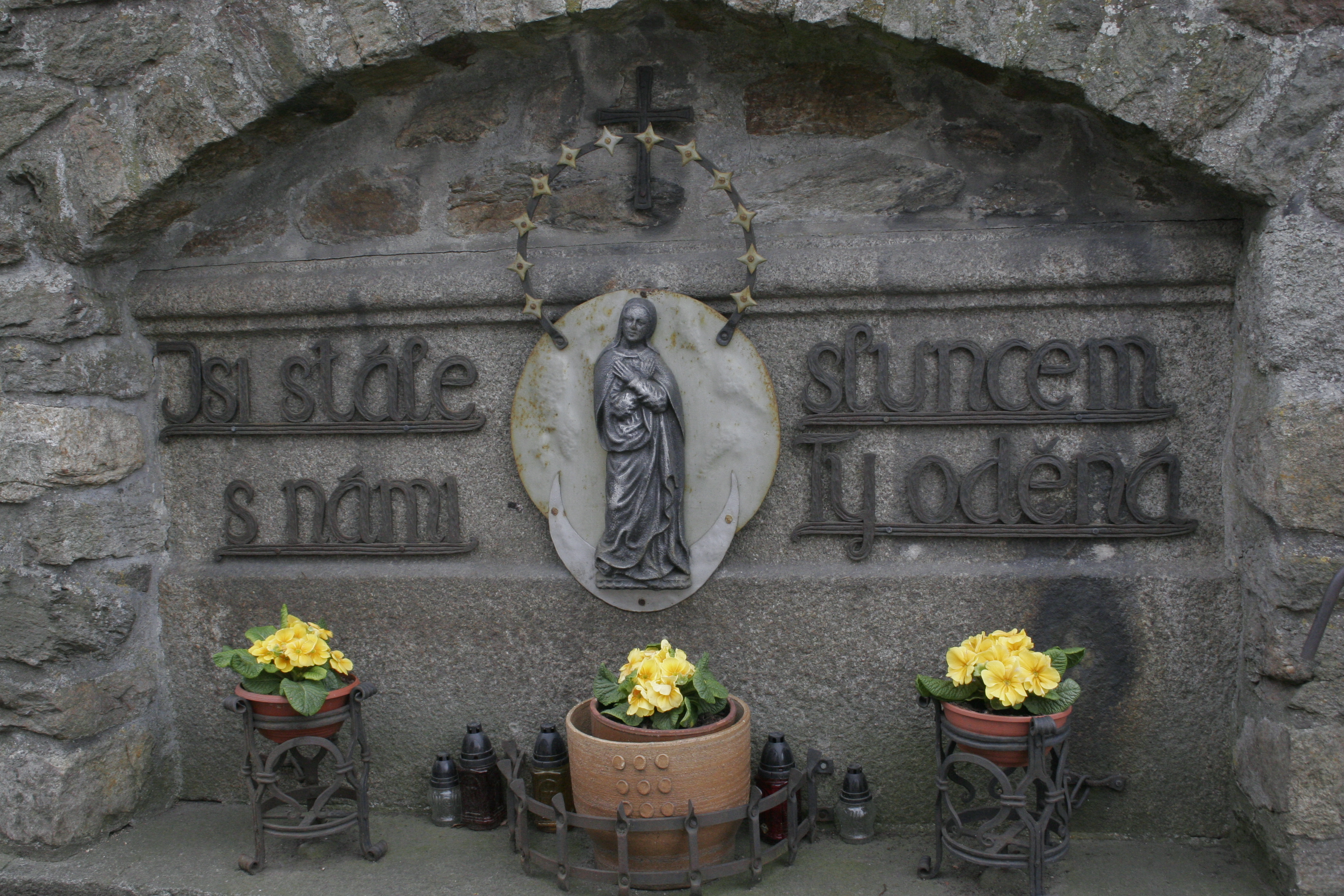
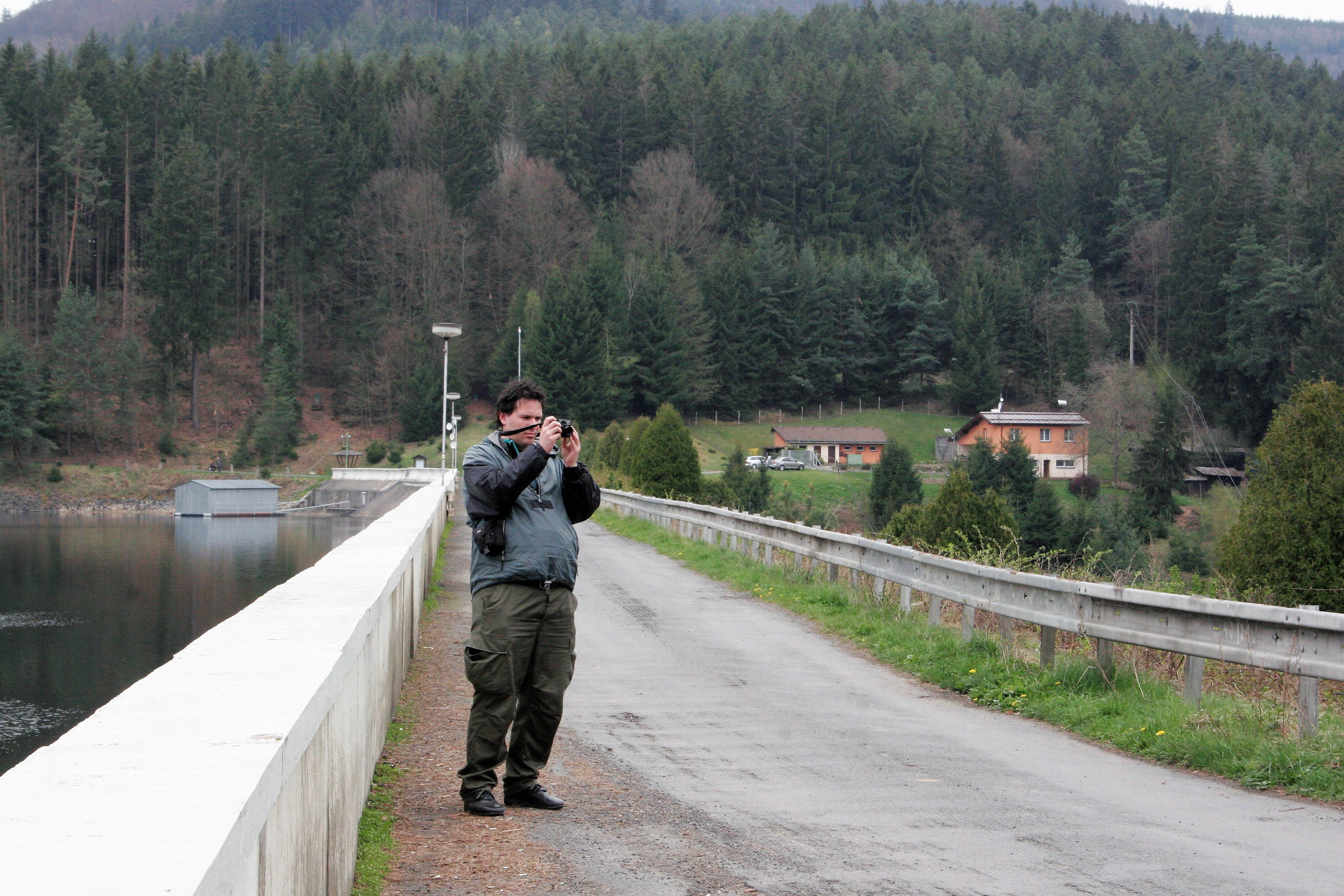
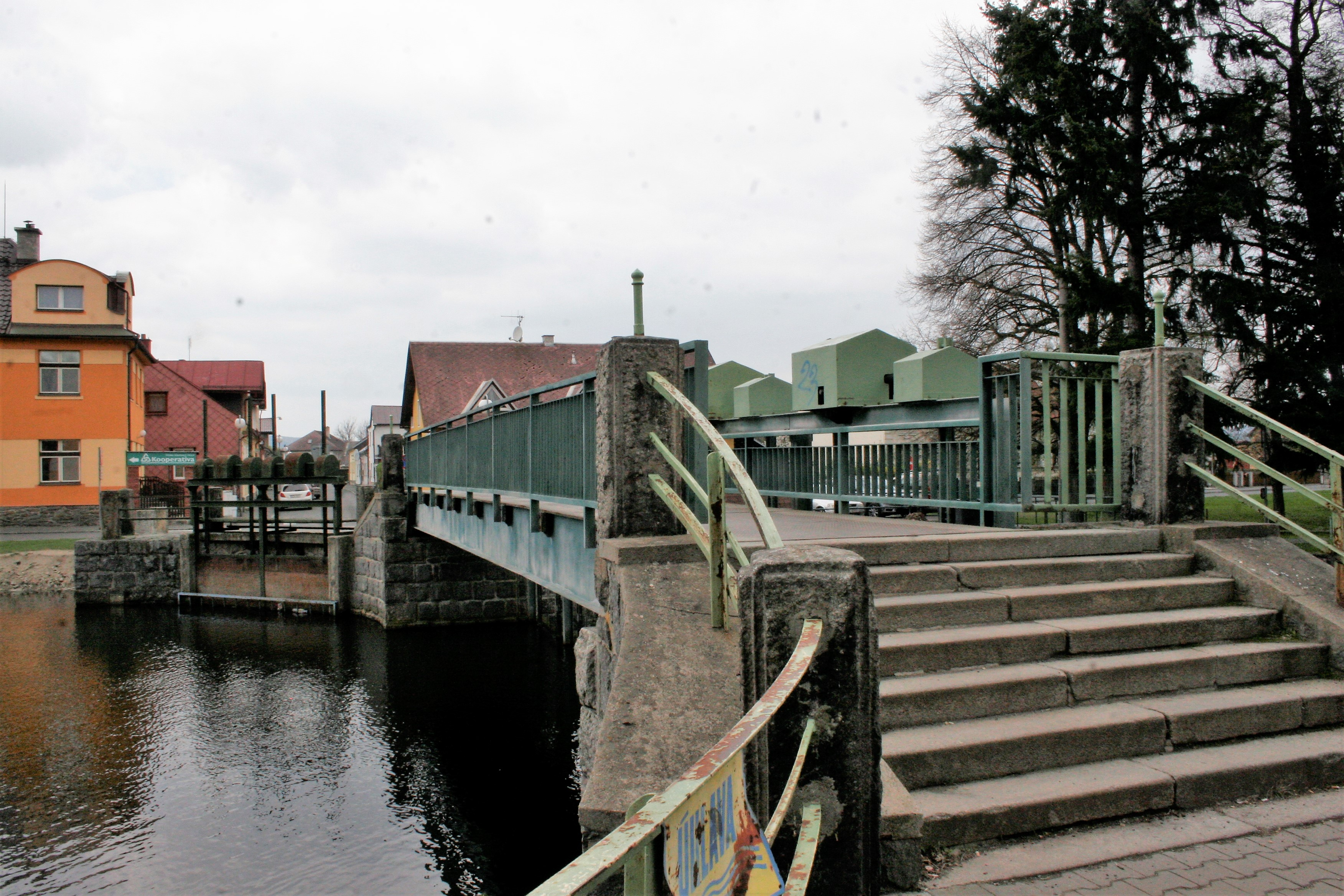